# Ljeb
Ljeb (szerbül: Љеб), település Bosznia-Hercegovinában, a Szerb Köztársaság északi régiójában Stanari községben. 

## Fekvése
A település Bosznia-Hercegovina északi részén, Dobojtól légvonalban 24, közúton 31 km-re, községközpontjától légvonalban 4, közúton 5 km-re nyugatra, a Krnjin régió északi részén, a Mala Ukrina és a Radnja-folyók összefolyásától délre, 180-350 méteres magasságban található.

## Népessége
| Nemzetiségi csoport | Népesség 1991 | Népesség 2013 |
| ------------------- | ------------- | ------------- |
| Szerb               | 426           | 344           |
| Bosnyák             | 0             | 0             |
| Horvát              | 0             | 1             |
| Jugoszláv           | 9             | 0             |
| Egyéb               | 11            | 1             |
| Összesen            | 446           | 346           |

## Története
Ljeb faluról már a törökök érkezése előttről is vannak adatok. A története során, Ljeb falunak régen mintegy tíz névváltozata volt (néhány ezek közül: Glib, Gljib, Lib, Hlib stb.) Adem Handžić „Annals” című könyvében a „Huszrev bég vakuf településeinek áttekintése a Tešanji náhijében 1570 és 1600 között” című táblázatban Ljebet Hlibként említik. Abban az időben Hlib (Ljeb) Donja Modriča (Ukrinica) faluhoz tartozott. 1600-ban 10 keresztény háztartás volt a településen. A helyiek szerint mai temető helyén egy „illír” temető is található. Ezen a helyen kőtáblákat találtak, 2-2,20 m hosszúak és 80-120 cm szélesek. A táblák felső oldalát nem dolgozták ki, míg az alsó oldalukon képek és betűk voltak. Nincs adat arra vonatkozóan, hogy Ljeb faluban régen lett volna templom és iskola, de kocsma az volt. Az akkori kocsmák nem olyanok voltak, mint manapság. Akinek bora volt hozott belőle a kocsmába. Útközben karavánok haladtak, amelyek bort ittak és pénzt hagytak ott érte. Így aztán az emberek eljöttek a pénzéért, és ismét hagytak ott a bort. 
A helyi hagyományban több történet is létezik arra vonatkozóan, hogy a település hogyan kapta a nevét. Néhány ezek közül: Abban az időben a Radnja és az Ukrnja folyók sem kisebbek, sem nagyobbak nem voltak, mint most. Mélyen bevágott, magas partszakaszaik voltak. Sehol sem volt híd, amin át lehetett volna kelni. Akkoriban a környékre rablók jöttek és ellopták az élelmet az emberektől, így tél közepén nem volt mit enniük. A rablóknak azonban nem mertek Ljebre jönni az ott élő hajdúk miatt, mert nem tudtak volna elmenekülni, ha üldözték őket, tekintve, hogy nem voltak hidak, amelyeken elmenekülhettek volna. Így a ljebiek ingyen vagy pénzért adtak élelmet a nélkülözőknek. Mivel azt mondták (miközben dolgoztak), hogy az a mi Ljebünk (hljeb = kenyér), Ljeb falu ezt a nevet kapta.
Egy másik történet szerint a törökök megérkezése előtt volt egy úr, aki Dobojtól Banja Lukáig és Prnjavortól Travnikig uralkodott. Ennek az úrnak két székhelye volt. Az egyik a lipljei kolostorban, a másik Čečaván. Abban az időben Ljeb állítólag Čečava falu része volt. Akkoriban ez az úr a mai Ljebbe adta férjhez a lányát, és ezt adta neki hozományként. „Ezt adom a lányomnak, mert olyan jó, mint Ljeb” – mondta akkoriban az úr. A szerbek között pedig, ha valami jó, annak bizonyítására azt mondják, hogy olyan jó, mint Ljeb.
A település 1878-ig tartozott az Oszmán Birodalomhoz, ekkor a berlini kongresszus határozata alapján az Osztrák-Magyar Monarchia része lett. 1879-ben az első osztrák-magyar népszámlálás során a Tešanji járáshoz és Stanari községhez tartozó településnek 14 háztartása, 118 ortodox lakosa volt. 1910-ben a Tesanji járáshoz tartozó településen 22 háztartást és 174 ortodox lakost találtak. A monarchia szétesésével 1918-ban előbb a Szerb-Horvát-Szlovén Királyság, majd 1929-től a Jugoszláv Királyság része lett. Az 1929-es törvény értelmében, amikor Bosznia-Hercegovinát négy banovinára, Drinskára, Vrbaskára, Zetskára és Primorskára osztották, a település a Vrbaska banovina része lett, amelynek székhelye Banja Luka volt.
A második világháborúban Jugoszlávia megszállása után a Független Horvát Állam (NDH) része lett. A második világháború után 1992-ig a település a szocialista Jugoszlávia keretében a Bosznia-Hercegovinai Népköztársaság része volt. A boszniai háborút lezáró daytoni békeszerződés rendelkezése alapján az ország területét felosztották a Bosznia-hercegovinai Föderáció és a boszniai Szerb Köztársaság között. A háború utáni területmegosztáskor a Szerb Köztársaság területéhez csatolták.

## Nevezetességei
Szűz Mária mennybevétele tiszteletére szentelt ortodox temploma. A templom építése 2007-ben kezdődött. 2008. augusztus 30-án a templom alapjait Vasilije (Kačavenda) akkori Zvornik-Tuzla egyházmegyei ortodox püspök szentelte fel. A külső munkálatok 2012-ben fejeződtek be, a templom belsejét jelenleg bizánci freskókkal festik. Az egyhajós, keresztkupolás, görögkereszt alaprajzú templom hagyományos szerb-bizánci stílusban épült, a hajó felett, a templom oldalágainak metszéspontjában egy nagy kerek kupolával. A templom méretei 17 x 8 m. Az építkezéshez csak téglát és alumínium paneleket használtak. A hagyományos ortodox építészeti stílusnak megfelelően a templom keleti oldalán egy oltárapszis, nyugati oldalán pedig egy magas torony található, három haranggal. A templom bejárata a templomépület nyugati falán található. A templomban az ortodox templomokra jellemző módon ikonosztáz található ikonokkal és három ezüstkereszttel.